# Bezonvaux
Bezonvaux est une commune française située dans le département de la Meuse, en région Grand Est.
Elle fait partie des neuf villages français détruits durant la Première Guerre mondiale non reconstruits car classés en zone rouge du département de la Meuse.

## Géographie

### Localisation
La commune se trouve dans la forêt de Verdun, à quelques kilomètres au nord-est de la ville homonyme.
Elle est traversée par la route départementale 24 qui relie Gremilly à Haudiomont en serpentant au pied des côtes de Meuse.

### Communes limitrophes
|                           | Ornes village détruit               | Maucourt-sur-Orne     |
| Douaumont village détruit | Bezonvaux                           |                       |
|                           | Vaux-devant-Damloup village détruit | Dieppe-sous-Douaumont |

### Hydrographie

#### Réseau hydrographique
La commune est dans le bassin versant du Rhin au sein du bassin Rhin-Meuse. Elle est drainée par le ruisseau de Bezonvaux, le ruisseau des Huguenots et le ruisseau de Russe,.

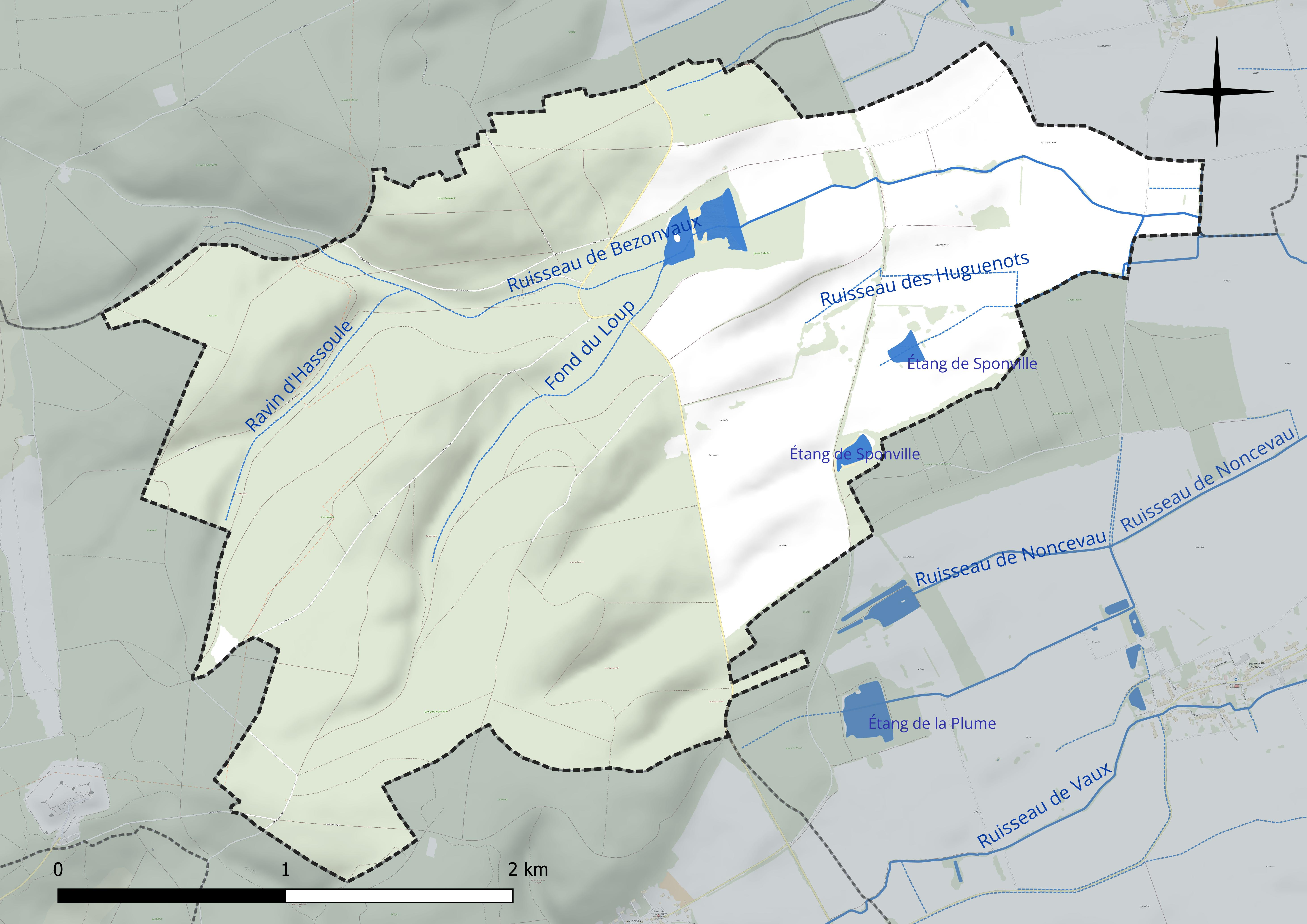
Réseau hydrographique de Bezonvaux.

Un plan d'eau complète le réseau hydrographique : l'étang de Sponville (1,3 ha),.

#### Gestion et qualité des eaux
Le territoire communal est couvert par le schéma d'aménagement et de gestion des eaux (SAGE) « Bassin ferrifère ». Ce document de planification concerne le périmètre des anciennes galeries des mines de fer, des aquifères et des bassins versants hydrographiques associés qui s’étend sur 2 418 km2. Les bassins versants concernés sont celui de la Chiers en amont de la confluence avec l'Othain, et ses affluents (la Crusnes, la Pienne, l'Othain), celui de l'Orne et ses affluents et celui de la Fensch, le Veymerange, la Kiesel et les parties françaises du bassin versant de l'Alzette et de ses affluents (Kaylbach, ruisseau de Volmerange). Il a été approuvé le 27 mars 2015. La structure porteuse de l'élaboration et de la mise en œuvre est la région Grand Est.
La qualité des cours d’eau peut être consultée sur un site dédié géré par les agences de l’eau et l’Agence française pour la biodiversité.

### Climat
Pour des articles plus généraux, voir Climat du Grand Est et Climat de la Meuse.
En 2010, le climat de la commune est de type climat de montagne, selon une étude du Centre national de la recherche scientifique s'appuyant sur une série de données couvrant la période 1971-2000. En 2020, Météo-France publie une typologie des climats de la France métropolitaine dans laquelle la commune est exposée à un climat océanique altéré et est dans la région climatique Lorraine, plateau de Langres, Morvan, caractérisée par un hiver rude (1,5 °C), des vents modérés et des brouillards fréquents en automne et hiver.
Pour la période 1971-2000, la température annuelle moyenne est de 9,5 °C, avec une amplitude thermique annuelle de 15,9 °C. Le cumul annuel moyen de précipitations est de 966 mm, avec 13,4 jours de précipitations en janvier et 9,4 jours en juillet. Pour la période 1991-2020, la température moyenne annuelle observée sur la station météorologique de Météo-France la plus proche, « Rouvres-en-woevre », sur la commune de Rouvres-en-Woëvre à 16 km à vol d'oiseau, est de 10,8 °C et le cumul annuel moyen de précipitations est de 668,3 mm. 
La température maximale relevée sur cette station est de 40,2 °C, atteinte le 24 juillet 2019 ; la température minimale est de −15,4 °C, atteinte le 7 février 2012,,.
Les paramètres climatiques de la commune ont été estimés pour le milieu du siècle (2041-2070) selon différents scénarios d'émission de gaz à effet de serre à partir des nouvelles projections climatiques de référence DRIAS-2020. Ils sont consultables sur un site dédié publié par Météo-France en novembre 2022.

## Urbanisme

### Typologie
Au 1er janvier 2024, Bezonvaux est catégorisée commune rurale à habitat très dispersé, selon la nouvelle grille communale de densité à sept niveaux définie par l'Insee en 2022.
Elle est située hors unité urbaine. Par ailleurs la commune fait partie de l'aire d'attraction de Verdun, dont elle est une commune de la couronne,. Cette aire, qui regroupe 103 communes, est catégorisée dans les aires de moins de 50 000 habitants,.

### Occupation des sols
L'occupation des sols de la commune, telle qu'elle ressort de la base de données européenne d’occupation biophysique des sols Corine Land Cover (CLC), est marquée par l'importance des forêts et milieux semi-naturels (68,7 % en 2018), une proportion identique à celle de 1990 (68,7 %). La répartition détaillée en 2018 est la suivante : 
forêts (64,8 %), terres arables (25 %), prairies (6,3 %), milieux à végétation arbustive et/ou herbacée (3,9 %). L'évolution de l’occupation des sols de la commune et de ses infrastructures peut être observée sur les différentes représentations cartographiques du territoire : la carte de Cassini (XVIIIe siècle), la carte d'état-major (1820-1866) et les cartes ou photos aériennes de l'IGN pour la période actuelle (1950 à aujourd'hui).

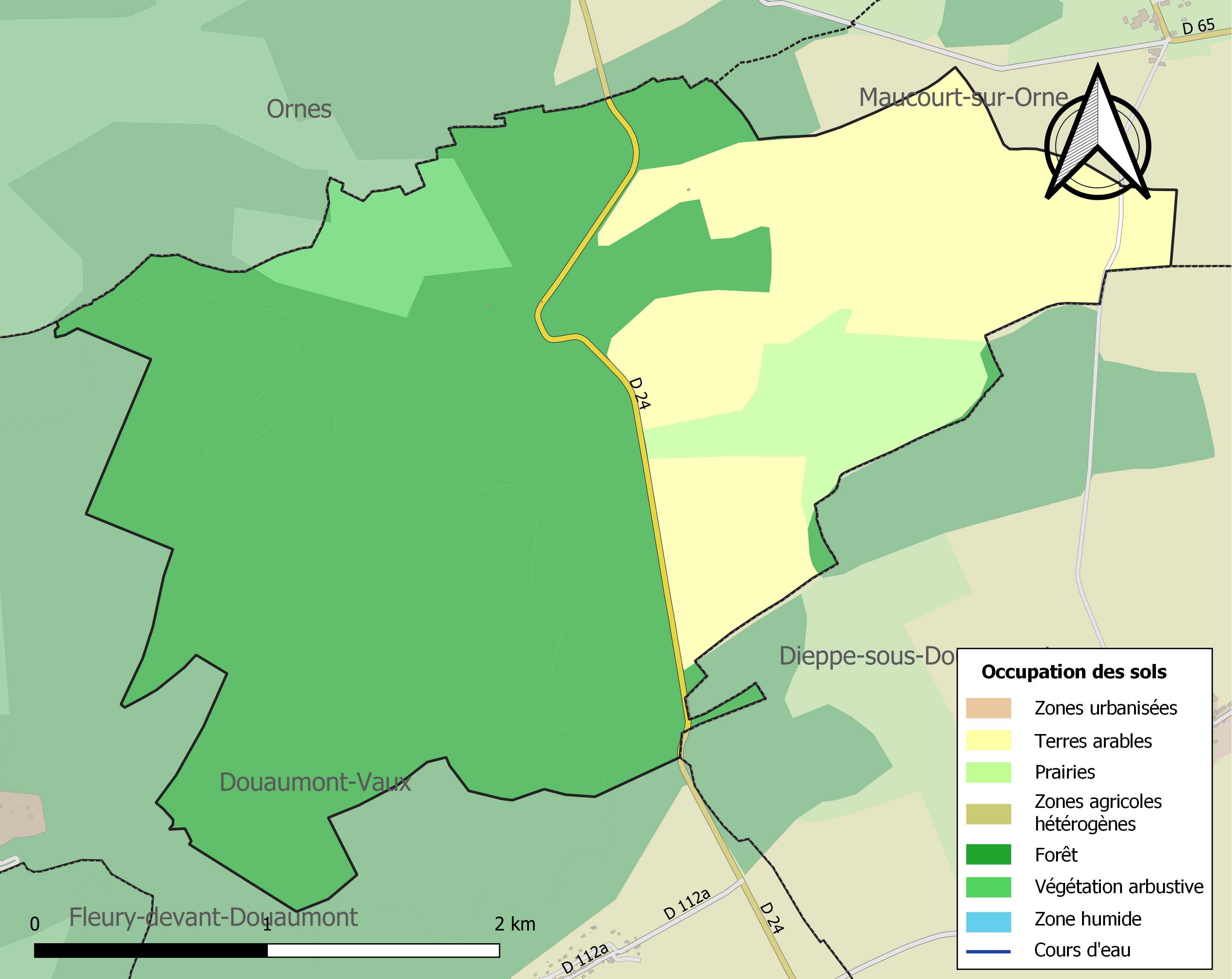
Carte des infrastructures et de l'occupation des sols de la commune en 2018 (CLC).

## Toponymie
Le nom de la localité est attesté sous les formes Neuve ville à Besonval (1252) ; Bonsonval (1262) ; Besonvaulx (1619) ; Bezonis-vallis (1738) ; Besonvaux (1745) ; Bezonis-villa (1756).
Son nom pourrait provenir de celui d'un comte austrasien Boson qui en aurait été le seigneur vers le VIIIe siècle. Quoi qu'il en soit Besonval existait déjà au XIe siècle et bénéficia en 1252 d'une charte d'affranchissement.[réf. nécessaire]

## Histoire
En 1540, la paroisse de Bezonvaux est une annexe de celle de Douaumont. C'est en 1624 qu'un curé est affecté au village, Beaumont-en-Verdunois devient alors annexe de la paroisse de Bezonvaux. Au début du XVIIIe siècle, Beaumont devenu plus important que Bezonvaux, le curé déménage pour s'y installer mais en 1803, Bezonvaux est rattaché à Ornes tout en conservant son église. L'église paroissiale, construite au XVIIIe siècle et restaurée en 1848, était dédiée à Saint-Gilles, Elle a été détruite en même temps que le village, entre 1916 et 1918. La chapelle actuelle a été construite entre 1927 et 1932 à une centaine de mètres des ruines de l'ancienne.
Le village possédait déjà une école, ou du moins un local en faisant office, vers 1750. À partir de 1824, la commune fait effectuer des travaux dans une maison qu'elle vient d'acheter pour y aménager une salle de classe. Un projet de maison commune servant à la fois de mairie, de four à pain communal, de logement pour l'instituteur et d'école voit le jour en 1886. À cette époque, 44 enfants sont scolarisés. Le dernier instituteur du village, Émile Joseph Richard, a été tué devant la mairie par un obus le 3 janvier 1915.
Un moulin à farine, actionné par le ruisseau de Bezonvaux, était en service jusqu'à la destruction du village. Il était situé en aval du village.
En 1803, la population du village était de 199 habitants ; juste avant la Première Guerre mondiale, elle était de 149 habitants après être montée à 317 en 1851.
Le 21 février 1916, le tonnerre des canons marque le début de la bataille de Verdun. Situé sur le secteur de Verdun, le village perdu par les troupes françaises le 23 février 1916 et repris le 16 décembre 1916 disparaitra totalement sous l'acharnement des pilonnages des obus français et allemands.

Quoique situé à proximité de la zone des combats, le village n'a été vidé complètement de ses habitants que le 15 février 1916, peu de temps avant que les Allemands ne le prennent d'assaut le 25 février. Le 25 novembre 1917, un sévère combat y oppose les Français et les Allemands. Ce combat fait 1700-1800 morts et blessés,. Après l'armistice, il ne restait pas un mur debout et les terres cultivables étaient labourées par de profonds trous d'obus dont beaucoup n'avaient pas explosé. Pour ces raisons, le territoire du village fut déclaré zone rouge. Le village est désormais abandonné.
À la fin des hostilités, il est décidé de conserver cette commune, déclarée « village mort pour la France », en mémoire des événements qui s'y sont déroulés.
Le 11 juin 1940 132e RIF combat farouchement les Allemands à Bezonvaux, à Haudiomont et sur l’axe Moulin-Neuf-Saint-Julien.

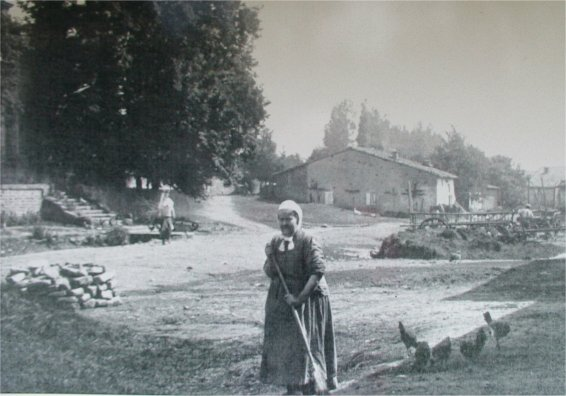
La grand'rue avant 1914.
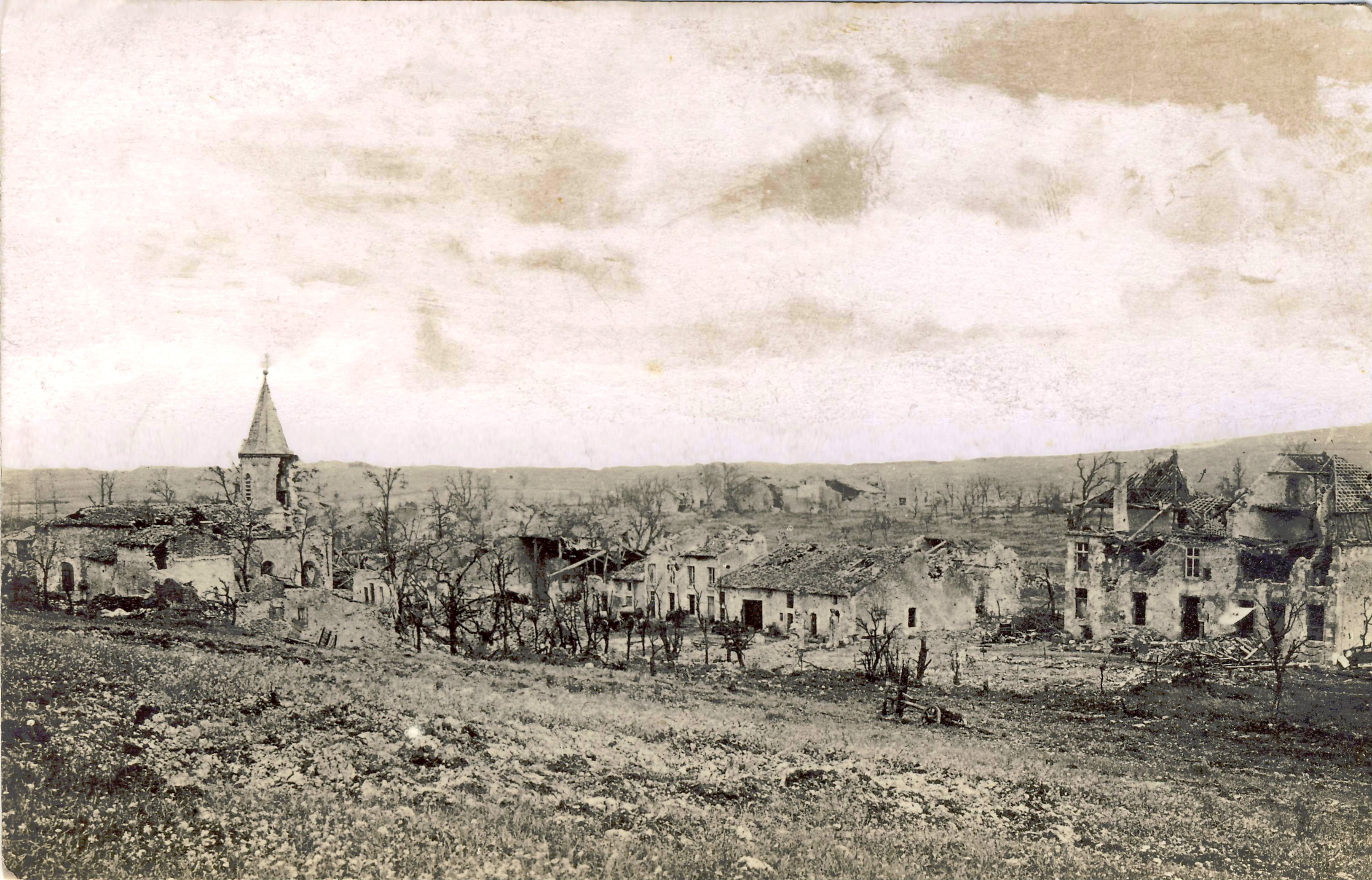
État après le 9 août 1916.
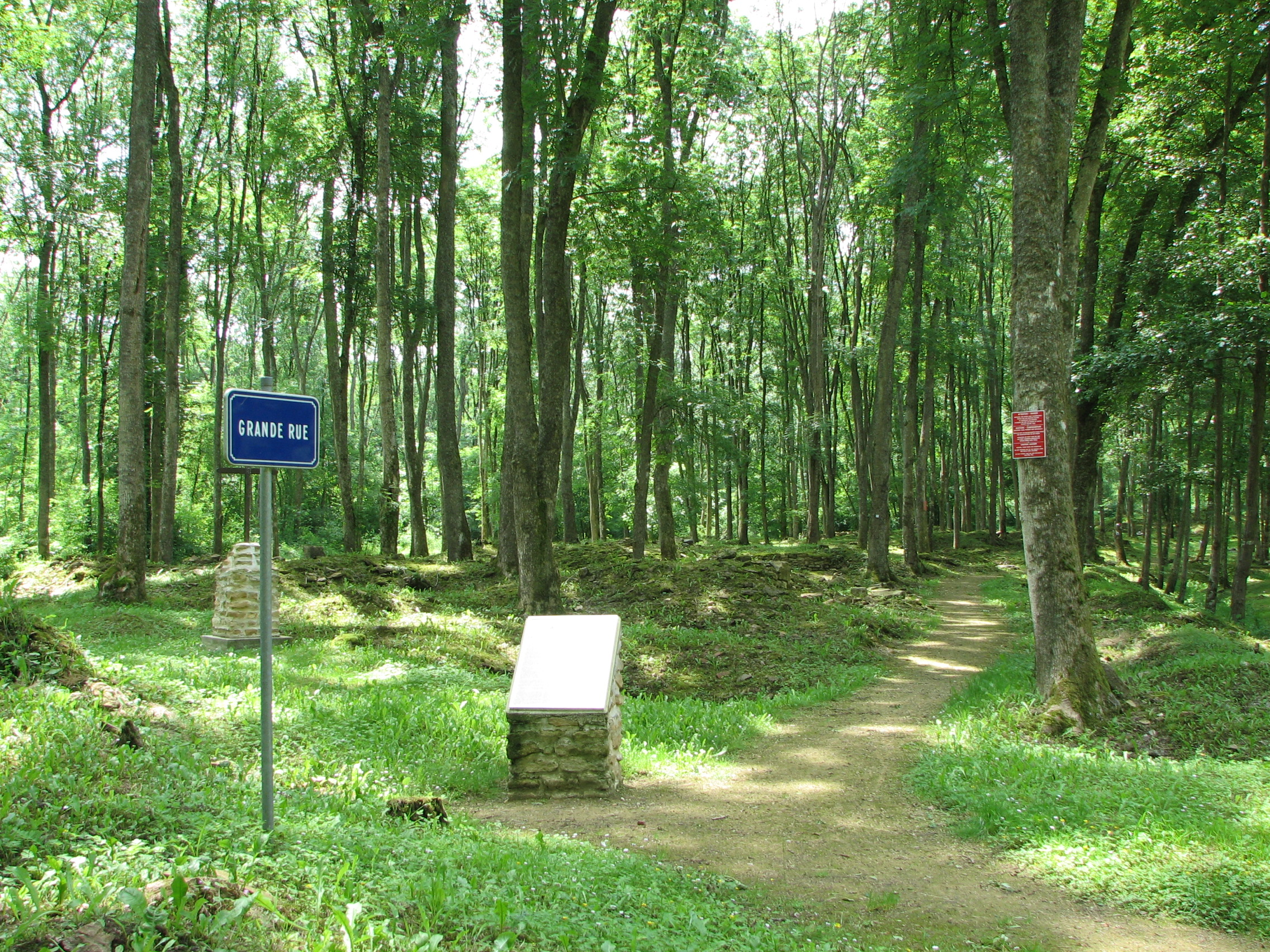
La grand'rue en 2008. Le relief du sol garde encore la marque des explosions d'obus et le panneau rouge sur l'arbre rappelle que la zone est toujours dangereuse.

## Politique et administration

### Administration territoriale
La commune appartient au canton de Charny-sur-Meuse jusqu'à sa disparition en 2015, date à laquelle elle rejoint celui de Belleville-sur-Meuse.

### Administration municipale
La commune est administrée par une commission municipale de trois membres nommés par le préfet de la Meuse. Le président de la commission assure les fonctions de maire.
| Période                                  | Période      | Identité         | Étiquette | Qualité |
| ---------------------------------------- | ------------ | ---------------- | --------- | ------- |
| Les données manquantes sont à compléter. |              |                  |           |         |
| mars 2001                                | 25 juin 2013 | Jean Laparra     |           |         |
| 25 juin 2013                             | 2015         | poste vacant     |           |         |
| juillet 2015                             | En cours     | Maurice Michelet |           |         |

### Intercommunalité
La commune fait partie du Syndicat intercommunal à vocation multiple du Val de Meuse.

## Population et société

### Démographie
Depuis la fin de la Première Guerre mondiale, la commune est inhabitée. L'évolution du nombre d'habitants est connue à travers les recensements de la population effectués dans la commune depuis 1793. À partir du XXIe siècle, les recensements réels des communes de moins de 10 000 habitants ont lieu tous les cinq ans, contrairement aux autres communes qui ont une enquête par sondage chaque année,.
| 1793 | 1800 | 1806 | 1821 | 1831 | 1836 | 1841 | 1846 | 1851 |
| ---- | ---- | ---- | ---- | ---- | ---- | ---- | ---- | ---- |
| 268  | 191  | 216  | 278  | 262  | 276  | 277  | 313  | 317  |

| 1856 | 1861 | 1866 | 1872 | 1876 | 1881 | 1886 | 1891 | 1896 |
| ---- | ---- | ---- | ---- | ---- | ---- | ---- | ---- | ---- |
| 287  | 257  | 248  | 243  | 235  | 217  | 239  | 221  | 181  |

| 1901 | 1906 | 1911 | 1921 | 1926 | 1931 | 1936 | 1946 | 1954 |
| ---- | ---- | ---- | ---- | ---- | ---- | ---- | ---- | ---- |
| 173  | 156  | 149  | -    | 3    | 22   | 13   | -    | -    |

| 1962 | 1968 | 1975 | 1982 | 1990 | 1999 | 2006 | 2007 | 2012 |
| ---- | ---- | ---- | ---- | ---- | ---- | ---- | ---- | ---- |
| -    | -    | -    | -    | -    | -    | -    | -    | -    |

| 2017 | 2022 | - | - | - | - | - | - | - |
| ---- | ---- | - | - | - | - | - | - | - |
| -    | -    | - | - | - | - | - | - | - |

## Économie
Néant, lieu de mémoire (commune « morte »).

## Culture locale et patrimoine

### Lieux et monuments

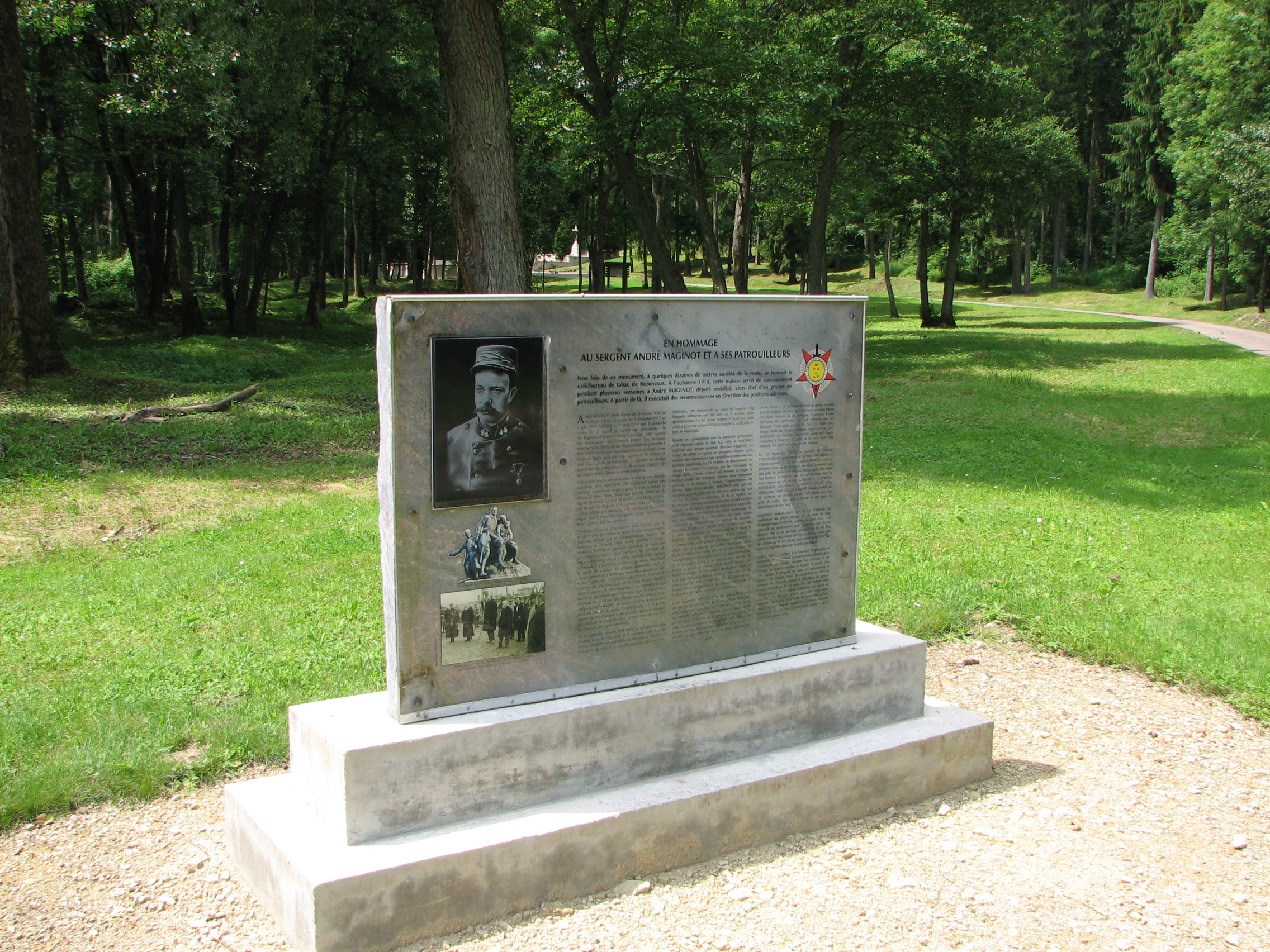
Stèle dédiée au sergent Maginot.

- Chapelle Saint-Gilles, construite en 1932 par l'architecte Marcel Delangle[22]. La chapelle est inscrite au titre des Monuments Historiques en décembre 2021.

### Personnalités liées à la commune
- André Maginot (1877-1932), député et ministre. Pendant la Première Guerre mondiale, le café-tabac de Bezonvaux lui servit pendant plusieurs semaines de cantonnement. Il était alors à la tête d'une compagnie qu'il avait créée de patrouilleurs chargée de collecter des informations sur les positions ennemies. Une stèle rappelle cet épisode.
- Albert Besson (1896-1965), médecin bactériologiste, membre de l'Académie de médecine, vice-président du Conseil de Paris, signataire de l'accord de coopération franco-polonais en matière de médecine militaire à Varsovie. Aspirant, il est grièvement blessé à Bezonvaux le 26 décembre 1916 au cours d'une mission.

### Décoration française
- Croix de guerre 1914-1918 : 1er mars 1921.

### Télévision
En 2017, France 3 a diffusé un téléfilm, Les Brumes du souvenir, dont l'intrigue (le meurtre du maire de la commune près de la chapelle) se passe à Bezonvaux.

### Héraldique
| Blason de Bezonvaux | Blason  | Écartelé au 1er d'azur semé de croix recroisetées au pied fiché d'or à deux bars adossés de même, au 2e de gueules à trois bandes d'argent à la biche couchée d'or brochant, au 3e de gueules à trois bandes d'argent à la bombe de sable allumée d'or brochant, au 4e d'or à la bande de gueules chargée de trois alérions d'argent. |
| Blason de Bezonvaux | Détails | Le statut officiel du blason reste à déterminer. |